# 204 (število)

## V matematiki
- sestavljeno število, saj ima 12 deliteljev (1, 2, 3, 4, 6, 12, 17, 34, 51, 68, 102 in 204).
- obilno število, saj je vsota njegovih deliteljev 504 in velja, da je > 2n.
- Zumkellerjevo število.